# جایزه موسیقی پولار
جایزه موسیقی پولار (به سوئدی: Polar Music Prize) بالاترین جایزه موسیقی سوئد و از معتبرترین جوایز موسیقی در اروپاست که به خاطر قدردانی از دستاورد هنری یک هنرمند موسیقی کلاسیک و یک هنرمند یا گروه موسیقی پاپ اهدا می‌شود و به «نوبل موسیقی» مشهور است.
جایزه پولار سال ۱۹۸۹ به همت استیگ آندِشون، رهبر گروه موسیقی پاپ «آبا» تأسیس شد. این جایزه به یک فرد، گروه یا انجمن که در ارتقاء موسیقی و دستاورد خلاقانه در آن سهمی داشته تعلق می‌گیرد.
از برندگان این جایزه می‌توان از کارل هاینز اشتوکهاوزن، پیر بولز، یانیس زناکیس، ویتولد لوتوسوافسکی، گئورگ لیگتی، استیو رایش، انیو موریکونه و احمد سرمست و در عرصه موسیقی پاپ از پل مک‌کارتنی، پینک فلوید و استیوی واندر نام برد.